# Hushållsost
Hushållsost (Brânză de gospodărie) este o varietate de brânză suedeză fabricată din lapte de vacă. Este ca și consistență semi-dură, având in interior cavități granulare și un procent de 26% conținut de grăsimi.
Fiind consumată în cantitate de 15000 tone pe an, hushållsost devine cea mai populară varietate de brânză din Suedia. 